# Полный круг (Доктор Кто)
Полный круг (англ. Full Circle) — третья серия восемнадцатого сезона британского научно-фантастического телесериала «Доктор Кто», состоящая из четырёх эпизодов, которые были показаны в период с 25 октября по 15 ноября 1980 года. Серия является первой в так называемой «Трилогии E-пространства», которая продолжается сериями «Состояние упадка» и «Врата воинов».
В серии впервые появляется спутник Доктора Адрик в исполнении Мэттью Уотерхауса.

## Сюжет
По пути на Галлифрей ТАРДИС попадает в аномалию и оказывается в альтернативной вселенной, так называемом Е-пространстве. Неподалёку от леса на планете Алзариус, где приземляется ТАРДИС, находится корабль Старлайнер с планеты Террадон, главная цель населения которого — заставить его взлететь. Кораблём управляют Решающие. Одним из самых ярких умов в колонии является Адрик со значком Математического Превосходства за успехи в вычислениях. Его брат Варш покинул общество Старлайнера и присоединился к отшельникам.
Колонисты собирают речные фрукты, но Первый Решающий Дрэйт объявляет наступление Тьмы, и колонисты направляются на Старлайнер. Адрик, чтобы доказать свои способности брату, пытается украсть фрукты, но его спасает Дрэйт, которого тут же затягивает в реку. Его последние слова: «Скажи Дексетеру, что мы прошли полный круг». Адрик сбегает в панике и находит ТАРДИС, где его раненую ногу лечат Доктор и Романа, но та неожиданно быстро лечится. Доктор идёт обследовать планету, а Адрик зовёт Варша и других отшельников в ТАРДИС
Остальные Решающие, Гариф и Нифред, приказывают закрыть двери корабля, зная, что Дрэйт и Кеара, дочь Логина, не вошли внутрь. Несмотря на горе, Логин принимает пост Третьего Решающего. Из реки тем временем выходят болотники, а из фруктов вылупляются пауки. Доктор вместе с маленьким болотником входит на корабль с помощью звуковой отвёртки, но их хватают и отводят к Решающим. Тем временем главный учёный Дексетер начинает вивисекцию болотника.
Болотники переносят ТАРДИС в пещеру, и Роману кусает один из пауков. Адрик паникует и переносит ТАРДИС внутрь Старлайнера. Доктор переносится обратно и находит напуганную и не помнящую ничего Роману, которую он тоже переносит на корабль. Тем временем Дексетер пытается исследовать мозг болотника, который тут же сходит с ума и убивает его, а затем себя. Доктор замечает особенность: корабль готов к полёту уже давно, на что Решающие сообщают главную проблему: никто не умеет управлять кораблём.
Доктор, исследовав клетки паука и болотника, узнаёт, что они из одного источника. Тем временем Романа под действием яда паука открывает двери и впускает болотников. Но создания не враждебны, а скорее любопытны. Нифред сообщает ещё одну новость: они не могут полететь на Террадон, так как никогда там не были. Оказывается, что современный алзарианцы — подвид болотников, наводнивших Старлайнер и эволюционировавших в человеческую форму.
Доктор лечит Роману, и узнаёт, что через сорок тысяч поколений прошло три фазы: пауки, болотники и гуманоиды. У них одна и та же ДНК, и это и значит пройденный «полный круг».
Болотники возвращаются в воду, но во время этого погибает Варш. Колонисты, научившись управлять кораблём, отбывают, Адрик прокрадывается на борт ТАРДИС, а Доктор и Романа, не подозревая об этом, улетают.

## Производство
В январе 1980 года производственная команда задумала создать в сезоне три серии, объединённых одной темой. Эта «Трилогия E-пространства» была призвана решить две задачи — избавиться от персонажей Романы и K9, а также ввести в сериал нового компаньона Доктора, которым стал Адрик в исполнении Мэттью Уотерхауса.

## Трансляции и отзывы
| Эпизод            | Дата показа     | Продолжительность | Телезрители (в миллионах) |
| ----------------- | --------------- | ----------------- | ------------------------- |
| «Часть 1»         | 25 октября 1980 | 24:23             | 5,9                       |
| «Часть 2»         | 1 ноября 1980   | 22:11             | 3,7                       |
| «Часть 3»         | 8 ноября 1980   | 22:00             | 5,9                       |
| «Часть 4»         | 15 ноября 1980  | 24:16             | 5,5                       |
| [ 2 ] [ 3 ] [ 4 ] |                 |                   |                           |